# Здание Китайского консульства
Здание Китайского консульства — жилое здание во Владивостоке. Построено в 1894 году (по другим данным — в 1903 году). Автор проекта — архитектор П. Базилевский. Историческое здание по адресу Пушкинская улица, 19 сегодня является объектом культурного наследия Российской Федерации.

## История
Особняк был возведён в 1894 году (по другим данным — в 1903 году) предпринимателем и домовладельцем В.К. Шумахером, подданным Германии, постоянно проживавшем во Владивостоке. Автором проекта выступил архитектор П. Е. Базилевский. С 1916 по 1954 год, с перерывами, в здании располагалось Генеральное консульство Китая. В настоящее время в нём находится специальная коррекционная школа-интернат для детей-сирот.       

## Архитектура
Здание двухэтажное кирпичное, прямоугольное в плане, со стенами из кирпича под расшивку швов. Выступает своеобразным архитектурным акцентом среди других построек Пушкинской улицы. Над уровнем улицы оно приподнято на двухъярусной террасе, обрамлённой каменными подпорными стенами, что делает его несколько похожим на средневековый замок. Сходство с замком усилено использованием в декоре фасада готических мотивов: выступающей на передний план угловой части здания, решённой в виде массивной башни с зубчатым завершением и пинаклями по углам; главный вход размещён в выдвинутом с линии фасада ризалите, акцентированном пилонами с завершением в виде башенных корон, карниз здания поддерживается аркатурным поясом.                 